# 고오리번
고오리 번(일본어: 桑折藩 고오리한[*])은 에도 시대 중기 무쓰국 내에 존재한 번 중의 하나이다. 성이 없고 지금의 후쿠시마현 다테군 고오리정에 진야를 두었다. 번주 가문은 오쿠다이라 마쓰다이라 가문(奥平松平家)이며, 그 가격(家格)은 데이칸노마(帝鑑間) 자리의 후다이 다이묘이다.

## 번의 역사
마쓰다이라 다다나오는 도쿠가와 이에야스의 사위이자 오쿠다이라 노부마사의 손자인 마쓰다이라 다다히로의 양자로 들어갔다. 그러나 다다히로의 적손 다다마사가 태어나면서, 겐로쿠 원년(1688년) 다다나오는 시라카와 번 내의 새로 개간한 농지 2만 석을 분할 증여받아 시라카와 신덴 번을 세웠다. 그 후 본가가 후쿠야마로 이봉되면서 다다나오도 고오리 땅에 진야를 세우고 고오리 번을 개창하여 통치를 시작했다. 이후 번은 3대 동안 지속되다가 엔쿄 4년(1747년), 고즈케국 시노즈카번으로 이봉되면서 폐번되었다. 폐지된 이후 영지는 막부 직할령이 되었고, 고오리에는 막부의 대관소(代官所)가 세워졌다.

## 역대 번주
1. 마쓰다이라 다다나오(松平忠尚) 재위 1700년 ~ 1719년
2. 마쓰다이라 다다아키라(松平忠暁) 재위 1719년 ~ 1736년
3. 마쓰다이라 다다쓰네(松平忠恒) 재위 1736년 ~ 1747년